# Demografia di Torino
La demografia di Torino rende il capoluogo piemontese, storicamente, fra le prime città italiane per numero di abitanti. Al 2020, con 866510 residenti, risulta la quarta città più popolosa d'Italia dopo Roma, Milano e Napoli.

## Storia

### XIV-XVII secolo
Le informazioni più antiche riguardanti la popolazione di Torino sono piuttosto approssimative, basate, per lo più, su registra e ordinata (ossia estimi fiscali e delibere comunali). le valutazioni basate su tali documenti rilevano che, durante la prima metà del XIV secolo, Torino contava circa 1100 nuclei familiari (stimabili in circa 4 000-5 000 abitanti), calati nella seconda metà del Trecento, a 600-700 nuclei. Tali valori saranno mantenuti sino almeno al 1415, il cui estimo completo conta 625 nuclei familiari. Nel 1560, ossia tre anni prima del trasferimento della capitale del Ducato di Savoia da Chambery a Torino, gli abitanti erano circa 20000, il quintuplo rispetto al precedente, segno dell'importanza che la città stava guadagnando in quel periodo. Nel 1631, per ordine del duca Carlo Emanuele I avviene il primo censimento della storia di Torino: risultarono 36 649 abitanti. Lo scopo pare fosse di natura strategico-militare in quanto veniva richiesto anche il conteggio degli abili alle armi; furono altresì esclusi dal conteggio la casa regnante, gli abitanti di palazzo, i religiosi e le strutture sanitarie.

### XVIII secolo

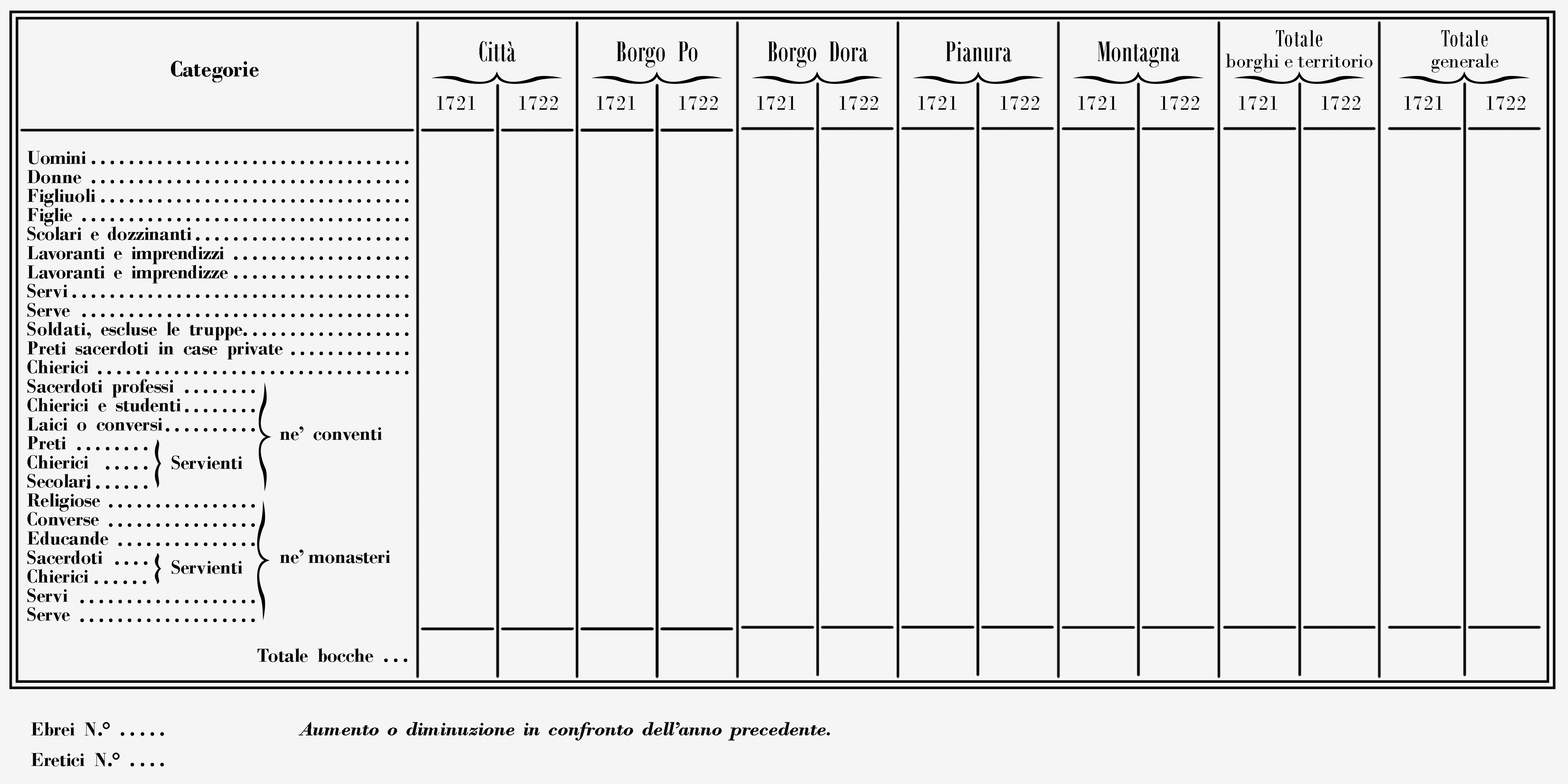
Facsimile di un foglio demografico del 1722

Fu solo nel XVIII secolo, che il duca Vittorio Amedeo II di Savoia ordinò ricerche demografiche più precise: risale, infatti, al 1702 il primo censimento annuale della città, in cui risultarono esserci 43 866 abitanti. Nel 1704 venne istituito un vero e proprio apparato, con l'istituzione di confini precisi per gli isolati (definite isole) dei ruoli di ispettori e di cantonieri addetti alle valutazioni delle rispettive isole. I numeri rimasero, comunque, non completi fino al 1709 in quanto, fino a quell'anno, erano ancora esentati i siti religiosi e i cosiddetti "luoghi privilegiati" (palazzi della casa regnante, ospedali, stabilimenti pubblici); addirittura, in alcuni anni, vi furono carenze dei borghi circostanti o di alcuni quartieri (ad esempio Borgo Po, Crocetta e San Salvario nel 1703). I dati relativi agli anni dal 1708 al 1711 sono andati perduti.
Il Settecento fu un secolo di espansione demografica costante per Torino, dovuta sia alle tendenze generali, sia alle politiche di accentramento amministrativo ed economico che, avviate con slancio da Vittorio Amedeo II, attrassero nella capitale sabauda una numero crescente di persone, accolte nei nuovi quartieri geometrici progettati durante gli ampliamenti della città (dal 1619 in poi). L'incremento totale della popolazione nel secolo XVIII fu di circa il 50 % - con delle flessioni in coincidenza dell'occupazione francese e delle guerre napoleoniche - passando da circa 45 000 abitanti a inizio secolo a circa 70 000 abitanti agli albori del XIX secolo.
Abitanti censiti nel XVIII secolo

### XIX secolo
Abitanti censiti nel XVIII secolo

### XX secolo
A partire dal secondo dopoguerra, in particolare nel decennio 1951-1961, la popolazione della città conobbe un'improvvisa e repentina espansione (306 000 abitanti in più nel 1961 rispetto al 1951), dovuta alla migrazione interna dal Mezzogiorno, dal Veneto e, seppur in misura minore, dalle vallate e dalle campagne di tutto il Piemonte, da dove la gente si spostava in cerca di lavoro nelle fabbriche cittadine (segnatamente la FIAT). Questa improvvisa e smisurata crescita, arrivata peraltro in un momento di precario equilibrio sociale di un Paese appena uscito da un disastroso conflitto, portò naturalmente a notevoli problemi di natura sociale ed urbanistica, che solo durante l'ultimo ventennio hanno iniziato a trovare una seppur lenta e graduale risoluzione.
Nel 1974 la popolazione torinese toccò il suo massimo con 1 202 846 abitanti. Da quando la popolazione della città ebbe raggiunto il suo apice, è diminuita secondo una tendenza simile a quella di tutte le principali metropoli italiane. Ciò non è dipeso soltanto dal ritorno di molti immigrati del Mezzogiorno nelle loro regioni di origine, ma dagli spostamenti avvenuti da Torino verso quella che poi divenne l'area metropolitana, determinando così l'espansione dei comuni della seconda (Vinovo, Candiolo, Orbassano, Rivalta di Torino, Rivoli, Alpignano, Pianezza, Druento, Caselle Torinese) e della prima cintura (Moncalieri, Nichelino, Beinasco, Grugliasco, Collegno, Venaria Reale, Borgaro Torinese, Settimo Torinese, San Mauro Torinese).

## Dati
Considerando i dati dell'ultimo rilevamento censuario dell'ISTAT (dicembre 2020, incluse le rettifiche), la popolazione della città conta 858 205 abitanti, evidenziando una diminuzione rispetto al censimento del 2001 (865.263).
Abitanti censiti (migliaia)

### Etnie e minoranze straniere
Al 31 dicembre 2020 risiedevano a Torino 119 739 stranieri, costituenti il 14,4% della popolazione totale. Di seguito sono riportati i gruppi più consistenti
1. Romania, 44 568
2. Marocco, 14 346
3. Cina, 6 951
4. Perù, 6 281
5. Nigeria, 5 202
6. Egitto, 4 918
7. Albania, 4 611
8. Filippine,3 410
9. Moldavia, 2 734
10. Bangladesh, 1 833